# Buttonia superba
Buttonia superba là loài thực vật có hoa thuộc họ Cỏ chổi. Loài này được Oberm. mô tả khoa học đầu tiên năm 1936.